# Mariana Nicolesco
Mariana Nicolesco, née le 28 novembre 1948 dans la commune de Găujani (județ de Giurgiu) et morte le 14 octobre 2022 à Bucarest,, est une soprano roumaine dont le répertoire est surtout associé à Mozart, Verdi et le bel canto.

## Biographie
Mariana Nicolesco étudie le violon à l’École de musique de Brasov, obtenant son diplôme avec le Concerto de Bruch ; elle est admise à la Section Chant du Conservatoire de Cluj-Napoca, avant d’aller, peu de temps après, grâce à une bourse obtenue en concours, à la classe de chant de Jolanda Magnoni, au conservatoire Sainte-Cécile à Rome. Elle va ensuite étudier avec Rodolfo Celletti et Elisabeth Schwarzkopf. Remarquée en 1972 par le chef d’orchestre américain Thomas Schippers lors du Concours International de Chant Voci Rossiniane, organisée par la Rai, qu’elle gagne à Milan, elle est invitée par celui-ci à faire ses débuts à Cincinnati dans le rôle de Mimi de La Bohème.
En 1978, elle débute au Metropolitan Opera de New York dans le rôle de Violetta de La Traviata, rôle qu’elle interprétera plus de 200 fois dans le monde entier.
Mariana Nicolesco est acclamée dans les plus fameux théâtres d’opéra du monde, tel La Scala de Milan où elle débute en 1982 lors de la première mondiale de La Vera Storia de Luciano Berio. Par suite elle apparaît à La Scala, au long des années, dans de nombreuses nouvelles productions, ainsi que dans des récitals et concerts.
Elle chante à Rome, Florence, Parme, Turin, Venise, Bologne, Palerme, Trieste, Munich, Vienne, Hambourg, Dresde, Berlin, Barcelone, Madrid, Zurich, Paris, Strasbourg Monte-Carlo, Chicago, San Francisco, Los Angeles, Philadelphie, Miami, Washington, Boston, Houston, à La Nouvelle-Orléans, à Toronto, Pretoria, Caracas, Tokyo, Rio de Janeiro. Aussi, dans les prestigieuses salles de concert de Carnegie Hall à New York, Royal Festival Hall à Londres, Concertgebouw à Amsterdam, Musikverein à Vienne, Académie nationale Sainte-Cécile à Rome, la Salle Pleyel à Paris ou la Grande Salle du Conservatoire à Moscou, de même qu’au Festival de Salzbourg, au Maggio Musicale Fiorentino, au Rossini Opera Festival de Pesaro, Martina Franca Festival, au Festival Casals de Porto Rico.
Mariana Nicolesco apparait dans des spectacles signés par Luchino Visconti, Giorgio Strehler, Patrice Chéreau, Luca Ronconi, Gian Carlo Menotti, Jean-Pierre Ponnelle, Franco Zeffirelli, Pier Luigi Pizzi, Jonathan Miller, sous la baguette de Carlo Maria Giulini, Wolfgang Sawallisch, Riccardo Muti, Seiji Ozawa, Lorin Maazel, Thomas Schippers, Peter Maag, Giuseppe Patanè, Alberto Zedda, Colin Davis, Georges Prêtre, Gennadij Rozhdestvensky.
Son répertoire s’étend du baroque au vérisme et à la musique contemporaine, révélant une forte affinité avec Mozart, Verdi et le Bel canto.
Ses rôles de prédilection sont Donna Elvira dans Don Giovanni, Elettra dans Idomeneo, Vitellia dans La Clemenza di Tito, Cinna dans Lucio Silla, Beatrice di Tenda, Anna Bolena, Maria Stuarda, Elisabetta I dans Roberto Devereux, Maria di Rohan, Amelia dans Simon Boccanegra, Desdemona dans Otello, Gilda dans Rigoletto, Violetta dans La Traviata, Leonora dans Il Trovatore, Luisa dans Luisa Miller, Liù dans Turandot, Mimi dans La Bohème, Nedda dans I Pagliacci.
Mariana Nicolesco prend part à la première mondiale du chef-d’œuvre de Krzysztof Penderecki Seven Gates of Jérusalem célébrant les 3 000 ans de la Ville Sainte (1997).
Invitée par le Pape Jean-Paul II, elle prend part au premier Concert de Noël au Vatican (1993), suivi par un milliard de personnes grâce à la télévision Mondovisione.
En Roumanie, Mariana Nicolesco fonde en 1995 le Festival et Concours International de Chant Haricléa Darclée, auquel ont participé à ce jour plus de 2 200 jeunes talents de 47 pays et cinq continents. Dans les années intercalaires entre deux éditions de la compétition, elle offre des Master Classes aux jeunes artistes. Elle a obtenu pour les évènements Darclée le Haut Patronage de l’UNESCO.
Elle crée aussi en 2003 le Festival et Concours National de la Chanson Roumaine (Lied). Lors de l’Année Internationale Georges Enesco (2005), proclamée par l’UNESCO, Mariana Nicolesco présente en première audition mondiale, avec les lauréats du Concours, l’intégrale des chansons du compositeur, applaudie en Roumanie, à l’Exposition Mondiale de Aichi au Japon, à Nagoya et Tokyo, à Prague, Rome, Paris et New York. L’intégrale des chansons d’Enesco a été publiée à l’occasion en CD et DVD.
En 2014 elle est Membre du Jury du Concours International de Chant de la Chine, auquel se sont présentés 430 concurrents de 41 pays.
Mariana Nicolesco a reçu l’Ordre National de l’Étoile de Roumanie au Rang de Grand Croix « pour ses mérites exceptionnels et comme signe de haute appréciation pour toute sa carrière ».
Mariana Nicolesco, « une grande voix de notre temps », a reçu le prix spécial et la médaille Kulturpreis Europa « pour ses performances artistiques, pour son rôle de mentor de la nouvelle génération et pour ses efforts couronnés de succès pour amener la Roumanie en Europe et l’Europe en Roumanie ».
Lauréate de la Médaille de l’UNESCO pour Mérites Artistiques, elle a été également nommée Artiste UNESCO pour la Paix et Ambassadeur Honoraire de l’UNESCO « en reconnaissance de son engagement en faveur de l’héritage musical, de la création artistique, du dialogue entre les cultures, et de sa contribution à la promotion des idéaux de l’Organisation »,.
En 2018, l'Académie des Arts de Chisinau lui confère le titre de Doctor Honoris Causa. À cette occasion, elle prononce un discours sur le thème : « Célébrons le Centenaire de la Grande Union de la Roumanie par l'Art Sacré du Chant ».
En 2018, elle est élue Membre de l’Académie européenne des sciences, des arts et des lettres de Paris (2018),.
Elle reçoit en 2020 le Prix Constantin Brâncoveanu pour la carrière.
Les principes fondamentaux, rigoureusement respectés dès la première édition, en 1995, et jusqu’à présent, font du Concours International de Chant Hariclea Darclée « un des plus importants au monde », ainsi que l’affirmait le prestigieux quotidien italien Corriere della Sera dans un article dédié à Hariclea Darclée, la première Tosca, article intitulé « Constantin Brancusi, Georges Enesco, Mariana Nicolesco – le culte d’un pays pour ses gloires ».

## Discographie
Soprano dramatique à la voix agile, Mariana Nicolesco est une forte personnalité scénique, à la voix riche et émouvante. On peut l’entendre dans:
- Vincenzo Bellini  Beatrice di Tenda – Rizzoli Records 1987, Sony 1995, 2009
- Gaetano Donizetti  Maria di Rohan – Nuova Era 1988, 1991
- Wolfgang Amadeus Mozart  Le Nozze di Figaro – EMI 1987
- Giuseppe Verdi  Simon Boccanegra – Capriccio 1990, 2005
- Giacomo Puccini  La Rondine – CBS Record 1983
- Mariana Nicolesco und Münchner Klaviertrio – BMG 1997
- L’enregistrement en trois CD (TVR & FIAR 2002) et trois DVD (FIAR & Atlantic Media 2007) Mariana Nicolesco from the world stage to Romania connait un très grand succès
- Giacomo Meyerbeer  Cantata Gli amori di Teolinda – Pro Arte 1981
- Maurice Ravel  Les Cantates Alyssa et Alcyone – Rizzoli Records 1987
- Vatican Christmas – Sony 1994, Natale in Vaticano Video RAI 1994
- Luciano Berio  La Vera Storia, Teatro alla Scala, Milano – Scala 1982 RAI
- Krzysztof Penderecki  Seven Gates of Jerusalem – 3SAT 1997, Requiem Polonais – 3SAT 1988

## Honneurs
- Mariana Nicolesco est Docteur en Arts (2000)[15]
- Membre d’Honneur de l’Académie Roumaine (1993)
- Docteur honoris causa de l’Académie de musique Gheorghe-Dima de Cluj-Napoca (1996)
- Professeur honoris causa de l’Université Babes-Bolyai de Cluj-Napoca (2005)
- Professeur Honoraire (2002) et Docteur honoris causa (1999) de l’Université Transilvania de Brasov
- Membre Honoraire du Comité International de la Fondation Yehudi-Menuhin (2003)
- Citoyen d’Honneur de Bucarest (1991), Cluj-Napoca (1994), Braila (1995), Brasov (1999)
- Élue Première Femme de Succès de Roumanie (2004)
- Présidente de la Fondation Internationale de l’Athénée Roumain (1991)
- Présidente de la Fondation Darclée (1995)
- Berlin Musicien de l’Année (2003)
- Décorée de l’Ordre de l’Étoile de Roumanie au rang de Grand Croix, la plus haute décoration roumaine (2008)
- Commandeur de l’Ordre de l’Étoile de la Solidarité Italienne (2004)
- Officier de l’Ordre des Arts et des Lettres (2000)
- Medaglia Sicilia à l’occasion de l’intégration de la Roumanie dans l’Union Européenne (2007)
- Prix Spécial et la Médaille Kultur Preis Europa (2007)
- Médaille de l’UNESCO pour Mérites Artistiques (1992)
- Artiste de l’UNESCO pour la Paix (2005)
- Ambassadeur Honoraire de l'UNESCO (2013)
- Membre d'Honneur de l'Académie Internationale Mihai Eminescu (2017)
- Doctor Honoris Causa de l'Académie des Arts de Chisinau (2018)
- Membre de l’Académie Européenne des Sciences, des Arts et des Lettres de Paris (2018)
- Le Prix Constantin Brâncoveanu pour la carrière (2020)

## Sources
- Grove Dictionary of Music and Musicians, 1985
- Oxford University Press, 2008
- Who’s Who in Music, 1993
- Riemann Musiklexikon, 1992
- Großes Sängerlexikon, 1985
- Rodolfo Celletti Il Teatro d’Opera in disco, 1987
- Rodolfo Celletti La Musica in Dischi, 1990
- Concise Oxford Dictionary of Opera, 1986
- Opera ’93. Annuario dell’opera lirica in Italia
- The Clarinet, 1984, Vol. 12-13, International Clarinet Society, Jdaho State University.
- Bielefelder Katalog Klassic, Compact Discs, MusiCassetten 1993, 1994, 1996, 1997
- Dorina Rusu – Istoria Academiei Române în date (1866-1996), Story of the Romanian Academy in dates (1866-1996) – Bucarest, 1997
- Nuova rivista musicale italiana, numeri 3-4, 1986
- Soprano: Maria Callas, Joan Sutherland, Montserrat Caballé, Mariana Nicolesco. Livres Groupe, 2010
- Encyclopédie Universelle Britannica, 2010
- Encyclopédie des Personnalités Féminines de Roumanie, Éditions Meronia, 2012
- Femmes célèbres de Roumanie. D'hier et d'aujourd'hui. Éditions Meronia, 2017
- Costin Popa Dictionnaire Critique (et Sentimental) d'Artistes Lyriques, Éditions Akakia, 2021